# Nesophontes longirostris
A Nesophontes longirostris az emlősök (Mammalia) osztályának Eulipotyphla rendjébe, ezen belül a kihalt karibicickány-félék (Nesophontidae) családjába tartozó faj.

## Rendszertani eltérések
Egyes rendszerezők szerint a Nesophontes longirostris a Nesophontes micrus szinonimája. Ugyanezen kutatók szerint a Nesophontes submicrus és a Nesophontes superstes, melyek szintén kubai elterjedésűek voltak, azonosak ezekkel a taxonokkal, tehát véleményük szerint ezek is szinonimák.

## Előfordulása
Ez az állat kizárólag azon a szigeten élt, ahol manapság Kuba fekszik. Maradványait eme szigetország déli részén levő Santiago de Cuba tartományhoz tartozó Daiquirí falu egyik barlangjában találták meg.
Még nem tudjuk pontosan, hogy mikor is halt ki, tehát azt sem tudjuk, hogy a pusztulását európaiak okozták-e vagy sem.

## Életmódja
A Nesophontes longirostris valószínűleg, mind a többi karibicickány-féle éjszaka, az avarban mozgott és rovarokkal, valamint egyéb gerinctelenekkel táplálkozott.